# Полашек, Адам
Адам Полашек (чеш. Adam Polášek; 12 июля 1991, Острава, Чехия) — чешский профессиональный хоккеист, защитник. Игрок клуба «Спарта» и сборной Чехии по хоккею с шайбой.

## Биография
Родился в чешском городе Острава 12 июля 1991 года. Воспитанник системы хоккейного клуба «Витковице», выступал за команды клуба в юниорских и международных соревнованиях. В 2009 году отправился за океан выступать за команду главной юниорской хоккейной лиги Квебека «Принц Эдуард Айленд Рокет». В составе команды провёл два сезона, сыграл 137 матчей, забросив 20 шайб и отдав 60 голевых передач.
В 2010 году права на игрока были закреплены на драфте НХЛ за командой «Ванкувер Кэнакс». 7 апреля 2011 года хоккеист подписал контракт с командой. Сезон 2011/12 выступал в Американской хоккейной лиге за команду «Чикаго Вулвз».
В сезоне 2013/14 выступал за команду АХЛ «Ютика Кометс», а также в хоккейной лиге Восточного побережья за клуб «Каламазу Уингз». 25 декабря 2013 года Полашек расторг контракт с командой по обоюдному согласию. Окончание сезона доиграл в чешской Экстралиге, в составе пражской «Спарты».
В составе пражского клуба провёл ещё два сезона, завоевал бронзовые и серебряные медали первенства. В 2016 году Полашек подписал контракт с командой КХЛ «Сибирь». выступал в команде в сезоне 2016/17, а также в начале сезона 2017/18. 7 октября 2017 года присоединился к команде «Сочи». Перед началом сезона 2018/19 перешёл в нижнекамский «Нефтехимик», за который выступал до 2019 года и летом вернулся в пражскую «Спарту». В начале 2020 года перешёл в финский клуб «Таппара». Сезон 2020/21 начал в команде «Витковице», но уже 6 декабря 2020 года перешёл в «Спарту», за которую выступает в настоящее время.
Выступал за сборную Чехии на молодёжном и юниорском чемпионатах мира по хоккею с шайбой. В 2015 году принял участие в матчах Европейского хоккейного тура. В 2018 году дебютировал за основную сборную на Олимпийских играх в Пхёнчхане.

## Достижения

### Командные
- Серебряный призёр чемпионата Чехии 2016
- Бронзовый призёр чемпионата Чехии 2014 и 2021

### Личные
- Лучший защитник чешской Экстралиги сезона 2014/2015
- Лучший бомбардир (36 очков), снайпер (10 шайб) и ассистент (26 передач) среди защитников чешской Экстралиги сезона 2014/2015